# حسين سلامي
حسين سلامي (بالفارسية: حسین سلامی) (1960 - 13 يونيو 2025) ضابط عسكري إيراني شغل منصب القائد العام للحرس الثوري الإيراني من عام 2019 حتى 2025.
انضم إلى الحرس الثوري في الحرب الإيرانية العراقية عام 1980 عندما كان طالبًا جامعيًا. وتدرَّج في الرتب حتى أصبح نائبَ القائد، ثم في 21 أبريل 2019 عيَّنه المرشد الأعلى للثورة الإسلامية علي خامنئي قائدًا عامًّا جديدًا للحرس الثوري خلفًا للواء محمد علي جعفري. وقد برز سلامي بين قادة الحرس الثوري بخطاباته النارية والعدائية التي تستهدف الولايات المتحدة وإسرائيل والسعودية.
اغتِيل في 13 يونيو 2025 بالعاصمة طِهْران في غارة إسرائيلية نُفذت ضمن سلسلة من الضرَبات الجوِّية على مناطقَ مختلفة في إيران.

## النشأة والتعليم
وُلد حسين سلامي في عام 1960 في كلبايكان بمحافظة أصفهان التي كانت حينئذٍ جزءًا من الدولة الإمبراطورية الإيرانية.
في عام 1978، قُبل في قسم الهندسة الميكانيكية بجامعة إيران للعلوم والتقنية. وعندما اندلعت الحرب الإيرانية العراقية، انضم إلى الحرس الثوري الإسلامي. وبعد انتهاء الحرب، عاد إلى دراسته الجامعية وتخرَّج حاصلًا على شهادة (ماجستير) في إدارة الدفاع.

## مسيرته
بعد انضمامه إلى الحرس الثوري الإسلامي مع بداية الحرب الإيرانية العراقية عام 1980، تدرّج سلامي في الرتب حتى أصبح نائب القائد.
وفي يناير 2019، صرّح سلامي قائلًا: «سنقاتلهم على مستوى العالم، وليس في مكان واحد فقط. حربنا ليست محلية، لدينا خطط لهزيمة القوى العالمية.»
وفي 21 أبريل 2019، عيّنه علي خامنئي قائدًا عامًا جديدًا للحرس الثوري خلفًا لـمحمد علي جعفري الذي شغل المنصب منذ سبتمبر 2007.
وفي 7 يناير 2020، ألقى سلامي كلمة خلال جنازة رفيقه في السلاح وقائد فيلق القدس التابعة للحرس الثوري، قاسم سليماني، الذي قُتل يوم الجمعة السابق قرب مطار بغداد الدولي إثر غارة أمريكية، وقال: «أبدأ بالكلمة الأخيرة: سننتقم... انتقامًا قاسيًا، قويًا، حاسمًا، ونهائيًا، سيجعلهم يندمون.»
وفي ما يتعلق بحادثة الخطوط الجوية الدولية الأوكرانية الرحلة 752 في 8 يناير 2020 بصواريخ تابعة للحرس الثوري، والذي أسفر عن مقتل 176 شخصًا، توجه سلامي في 13 يناير إلى البرلمان الإيراني وقال: «لقد ارتكبنا خطأ. بعض مواطنينا استُشهدوا بسبب هذا الخطأ، لكنه لم يكن متعمدًا... طوال حياتي لم أشعر بالأسف كما أشعر الآن... ليتني كنت على متن الطائرة واحترقت معهم... نسأل الله المغفرة، ثم غفران الشعب الإيراني وعائلات الضحايا.»
وبعد الهجوم الإيراني على إسرائيل في أبريل 2024، صرّح سلامي: «لا تزال معلوماتنا حول كل الضربات غير مكتملة، لكن التقارير الدقيقة والميدانية التي نملكها حول جزء منها، تُظهر أن هذه العملية نُفّذت بنجاح تجاوز التوقعات.» وقد أُصيبت فتاة بدوية إسرائيلية بجراح خطيرة بشظايا، فيما تلقى 31 شخصًا آخرين علاجًا لإصابات طفيفة أو جراء الصدمة النفسية.

### مناصبه
- قائد جامعة القيادة والأركان بالحرس الإيراني[الإنجليزية] (1992–1997)[17]
- نائب شؤون العمليات في هيئة الأركان المشتركة للحرس الثوري الإيراني[الإنجليزية] (1997–2005)[17]
- قائد القوة الجوفضائية لحرس الثورة الإسلامية (2005–2009)[17]
- نائب القائد العام للحرس الثوري الإيراني (2009–2019)[5][بحاجة لمصدر أفضل]
- القائد العام للحرس الثوري الإيراني (2019–2025)[8][18][18][19]
- أستاذ في جامعة الدفاع الوطني العليا[الإنجليزية] (2019–2025)[20]

## الأوسمة والجوائز
في 10 مارس 2024، مُنح سلامي وسام الفتح (المعروف أيضًا باسم وسام النصر) من قبل المرشد الأعلى علي خامنئي تقديرًا لـ"تعزيزه قدرات القوات المسلحة الإيرانية في مجالات الدفاع والقتال والردع".
وقد مُنح الوسام نفسه في اليوم ذاته للقائد العام للجيش الإيراني عبد الرحيم الموسوي.

## العقوبات
في 23 ديسمبر، أُدرج سلامي ضمن قائمة الأفراد المشمولين بالعقوبات بموجب قرار مجلس الأمن التابع للأمم المتحدة رقم 1737، الذي فرض عقوبات على أفراد وكيانات متورطة في برنامج الصواريخ الباليستية الإيراني.
وبحسب قرار مجلس الأمن التابع للأمم المتحدة رقم 1747، فُرضت عقوبات على سلامي في مارس 2007.[إخفاق التحقق][إخفاق التحقق]
في 8 أبريل 2019، فرضت الولايات المتحدة عقوبات اقتصادية وقيودًا على السفر على الحرس الثوري الإيراني والمنظمات والشركات والأفراد المرتبطين به. وقد صرّح سلامي بأن الحرس الثوري يفخر بتصنيف واشنطن لهم كجماعة إرهابية. وأُدرج سلامي على قائمة العقوبات بعد ترقيته في 21 أبريل إلى منصب القائد العام للحرس الثوري. في عام 2021، فرض الاتحاد الأوروبي عقوبات على سلامي لدوره في قمع احتجاجات نوفمبر 2019 في إيران كجزء من رد أوسع على انتهاكات مزعومة لحقوق الإنسان خلال تلك الاضطرابات.
وفي 3 أكتوبر 2022، أُدرج سلامي ضمن قائمة العقوبات الكندية التي شملت 9 كيانات إيرانية و25 مسؤولًا رفيعًا وجاءت هذه العقوبات ردًا على وفاة مهسا أميني وما أعقبها من قمع واسع النطاق للمحتجين. وفي عام 2023، أضاف الاتحاد الأوروبي حسين سلامي إلى قائمة العقوبات في إطار برنامج دعم إيران العسكري لروسيا. وبصفته قائدًا للحرس الثوري الإيراني، يقود سلامي برنامج الطائرات دون طيار في إيران ويشرف على نشرها الخارجي. واستند قرار الاتحاد الأوروبي إلى دوره في تزويد روسيا بطائرات مسيّرة لاستخدامها في العمليات العسكرية، الأمر الذي اعتُبر تقويضًا لوحدة أراضي أوكرانيا وسيادتها واستقلالها. وقد فُرضت هذه العقوبات بموجب اللائحة (EU) 2023/1529 والقرار (CFSP) 2023/1532، واللذين يستهدفان على وجه الخصوص الدعم العسكري الإيراني لروسيا.

## آراؤه السياسية

### النفوذ
بحسب صحيفة جيروزاليم بوست لعب سلامي دورًا بارزًا في تشكيل الاستراتيجية الإقليمية لإيران. وبفضل تأثيره، وسّع النظام الإيراني أنشطته في أنحاء الشرق الأوسط، بما في ذلك زيادة التدخل في العراق، وتقديم الدعم العسكري للحكومة السورية خلال الحرب الأهلية السورية، ودعم حزب الله. وبعد عام 2015، بدأت إيران أيضًا بدعم الحوثيين في اليمن، ويُقال إنها زوّدتهم بصواريخ وطائرات مسيّرة استُخدمت في هجمات ضد السعودية.
وبحسب الباحث مهدي خلجي عام 2019، استخدم سلامي الحرب النفسية، واعتمد على "التحايل المبتكر على العقوبات الاقتصادية ضد إيران، وتطوير برنامج الصواريخ الإيراني، والحفاظ على سياسة إيران الإقليمية التحدّية". ووفقًا لجيروزاليم بوست، لم يكن سلامي قائدًا عسكريًا بارزًا فحسب، بل كان أيضًا مدافعًا علنيًا عن الموقف الاستراتيجي الإيراني، حيث أدلى بعدة تصريحات بارزة أكد فيها قدرات إيران، من بينها تصريحات في عامي 2019 و2021 مفادها أن إيران قادرة على تدمير إسرائيل.

### خطابات نارية
برز سلامي بين قادة الحرس الثوري بخطاباته النارية والعدائية التي تستهدف الولايات المتحدة، وإسرائيل، والسعودية. وخلال خطاب له على التلفزيون الإيراني عام 2019، قال سلامي: «نخطط لتدمير أمريكا وإسرائيل وشركائهما وحلفائهما. يجب على قواتنا البرية تطهير هذا الكوكب من دنس وجودهم.»

### إسرائيل
في عام 2014، صرّح سلامي قائلًا: «سوف نلاحقكم [أيها الإسرائيليون] من بيت إلى بيت، وسنثأر لكل قطرة دم من شهدائنا في فلسطين، وهذه هي نقطة انطلاق صحوة الأمم الإسلامية نحو هزيمتكم.»
وفي خطاب آخر، قال إن «النظام الصهيوني يتم محوه تدريجيًا من العالم» وتوقّع أنه «قريبًا لن يكون هناك شيء اسمه النظام الصهيوني على وجه الأرض.»
وفي مقابلة تلفزيونية عام 2018، صرّح سلامي: «نعلن أنه إذا أقدمت إسرائيل على أي عمل لشن حرب ضدنا، فسيؤدي ذلك بلا شك إلى زوالها وتحرير الأراضي (الفلسطينية) المحتلة.»
في نوفمبر 2023، شارك سلامي في مظاهرة للاحتجاج على إبادة غزة.
وفي مايو 2024، خلال حرب غزة، قال سلامي:
انظروا إلى مشاهد الجرائم في غزة... إن الولايات المتحدة تستهدف العالم الإسلامي بأسره... ولذلك، يجب غلق الطريق أمام المعتدين للسعي نحو فرض هيمنتهم. إن الجهاد لتحرير المسلمين الواقعين تحت احتلال الطاغوت (المشركين) هو أسمى وأجمل مسؤولية ومهمة بالنسبة لنا نحن في الحرس الثوري الإيراني.

### أخرى
في 13 يناير 2020، قدّم سلامي اعتذارًا عن إسقاط الخطوط الجوية الدولية الأوكرانية الرحلة 752، قائلًا: «لم أشعر في حياتي بالخزي كما أشعر الآن.»
وفي 5 مارس 2020، صرّح سلامي في إشارة إلى كوفيد-19 بأن «ما نواجهه الآن هو حرب بيولوجية» مشيرًا إلى أنها «قد تكون من إنتاج الحرب البيولوجية الأمريكية.» وقد جرى تضخيم هذه النظرية في 8 مارس عبر قناة برس تي في التابعة للدولة.
وفي عام 2022، ألقى سلامي خطابًا خلال جنازة ضحايا حادثة إطلاق النار الجماعي التي نفذها تنظيم داعش في إيران. وفي سياق حديثه عن الاحتجاجات الإيرانية 2022، قال: «لا تخرجوا إلى الشوارع. اليوم هو اليوم الأخير لأعمال الشغب» وألقى باللوم على إسرائيل والولايات المتحدة في تأجيج تلك الاحتجاجات.

## الحياة الشخصية
شقيقه مصطفى سلامي ضابط كبير في القوات المسلحة. كما يشغل أيضًا منصبًا قياديًا في مقر خاتم الأنبياء للإعمار.

## اغتياله
وفقًا لتقارير، منها تقاريرُ صادرة عن وكالة تسنيم الدولية للأنباء وصحيفة طهران تايمز، قُتل سلامي في غارة جوِّية بضرَبات إسرائيل على إيران في يونيو 2025، إلى جانب عدد من كبار القادة العسكريين. وقد استهدفت الضربة أيضًا منشآت إيران النووية والعسكرية، في ساعات الصباح الباكر من يوم 13 يونيو 2025.
عقب وفاته، أصدر الحرس الثوري بيانًا جاء فيه: «لا شك أن اللواء سلامي كان من أبرز قادة الثورة الإسلامية — حاضرًا في جميع ميادين الجهاد العلمي والثقافي والأمني والعسكري». وأُعلن أحمد وحيدي قائدًا عامًّا مؤقتًا للحرس الثوري.